# Thenea microclada
Thenea microclada är en svampdjursart som beskrevs av Lendenfeld 1907. Thenea microclada ingår i släktet Thenea och familjen Pachastrellidae.
Artens utbredningsområde är havet utanför Marocko. Inga underarter finns listade i Catalogue of Life.